# Crima de pe terenul de golf
Crimă pe terenul de golf (în engleză The Murder on the Links) este un roman polițist scris de către scriitoarea britanică Agatha Christie.

## Rezumat
Hercule Poirot primește o scrisoare de la un domn Renauld, în care detectivul e rugat să vină în Franța deoarece francezul simte un pericol iminent. Când Poirot ajunge la vila milionarului alături de Hastings, descoperă că clientul lui fusese deja omorât, cadavrul fiind găsit pe terenul de golf.De aici încep interogatoriile și investigațiile, cercetările și descoperirea anumitor amănunte din trecut. La final, detectivul reușește, după îndelungate controverse, să dezlege tainele cazului și să sfârșească cu bine investigațiile.